# Aparición de San José en Bessillon
La aparición de San José en Bessillon o  de San José de Cotignac se refiere al acontecimiento ocurrido el 7 de junio de 1660, en el pueblo de Cotignac en el departamento de Var. Un pastor que padecía sed, Gaspard Ricard, cuenta haber visto a un anciano, que se hace llamar Joseph, quien le ordena que levante una gran piedra para encontrar una fuente. Efectivamente, allí descubre una fuente, aunque se sabía que en la zona no había ningún manantial. Pronto los peregrinos acudieron en masa y se construyó una capilla para venerar a San José. El lugar de culto está anexo al cercano santuario de Notre-Dame de Gràces.
Abandonado durante la Revolución Francesa, el lugar de culto volvió a su actividad en 1975 con la llegada de las monjas benedictinas.

## Historia